# DKW Monza
DKW Monza – samochód produkowany w latach 1956–1958.
Auto o mocy 44 koni mechanicznych osiągało najlepsze na świecie wyniki w klasie 1100 cm³ na odcinkach 4000 mil, 5000 mil oraz 10000 kilometrów. Auto ma 3 cylindry o pojemności skokowej 980 cm³.
Wyprodukowano tylko 230 takich samochodów, ale było to spowodowane tym, że Auto Union Sp przygotowała nową sportową maszynę, która miała wejść na rynek w 1957 roku.
DKW Monza mimo nazwy jest niemieckim autem. Wiele małych coupé z karoserią z tworzywa sztucznego trafiło do USA.

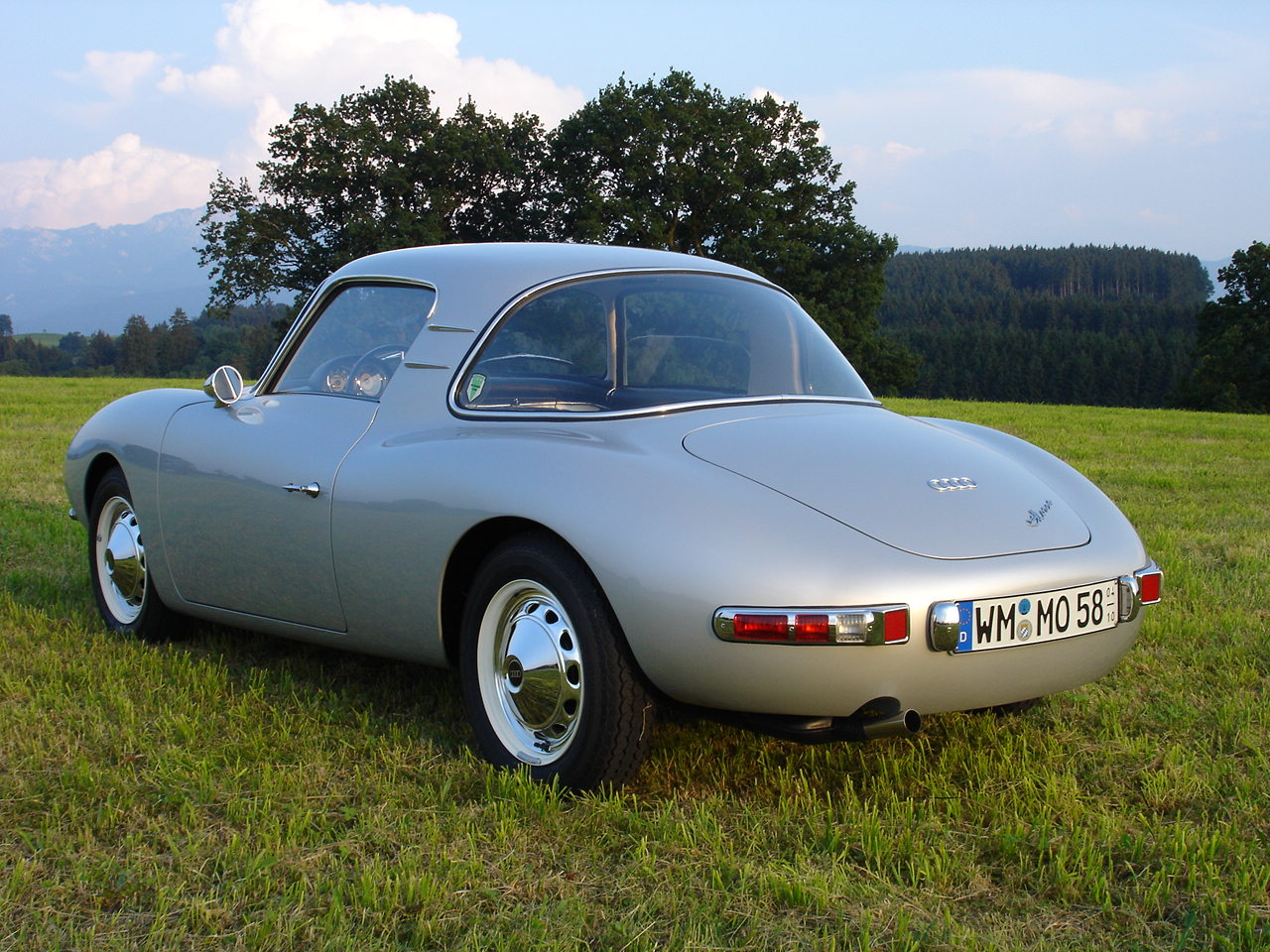
Tył nadwozia